# استرپتوکیناز
استرپتوکیناز (به انگلیسی: Streptokinase)
نام تجارتی: Streptase و Kabikinase
رده درمانی: داروهای ترومبولیتیک (آنزیم ترومبولیتیک)
اشکال دارویی: آمپول (پودر مخصوص تزریق) ۲۵۰۰۰۰ و ۷۵۰۰۰۰ واحد(iu)در ویال

## موارد مصرف
به طورکلی، کاربرد بالینی داروهای ترومبولیتیک اغلب شامل درمان فوریتی ترومبوز شریانهای کرونری می‌باشد. از این داروها در درمان آمبولی‌های متعدد ریوی (آمبولی ریه) نیز استفاده می‌شود. قبل از استفاده از این داروها خونریزی مغزی باید رد شود. اما استرپتوکیناز در درمان ترومبوز ورید عمقی و آمبولی ریه کاربرد دارد. همچنین در درمان ترومبوز شریانهای کرونر بعد از MI (سکته قلبی) و نیز در بازکردن انسداد کانالهای شریانی و وریدی مورد استفاده قرار می‌گیرد.

## طریقه مصرف
- در ترومبوز ورید عمقی و آمبولی ریوی، در بالغین: ابتدا ۲۵۰۰۰۰ واحد(iu) از راه تزریق یا انفوزیون وریدی طی ۳۰ دقیقه و سپس ۱۰۰۰۰۰ واحد(iu) در ساعت از راه تزریق وریدی مداوم برای ۲۴ تا ۷۲ ساعت.
- در ترومبوز شریان کرونر بعد از MI در بالغین: ابتدا ۲۰۰۰۰واحد و سپس ۲۰۰۰ واحد در دقیقه در داخل شریان از طریق کاتتر شریان کرونر به مدت یک ساعت.
- در بازکردن انسداد کانولهای شریانی وریدی در بالغین: ۱۰۰۰۰۰ تا ۲۵۰۰۰۰ واحد به صورت تزریق آهسته درون هر شاخه مسدود.
- مصرف در کودکان در مورد ترومبوز عروق بزرگ: ۳۰۰۰ واحد به ازای هر کیلوگرم از وزن بدن طی ۳۰ دقیقه و سپس ۱۰۰۰ تا ۲۰۰۰ واحد به ازای هر کیلوگرم از وزن بدن در هر ساعت برای مدت ۷ تا ۱۲۰ ساعت تا زمان برگشت سیرکولاسیون شریانی.

## موارد منع مصرف
هیپرتانسیون شدید و غیرقابل کنترل، خونریزی فعال (هموراژی)، نارسایی کبد، نارسایی کلیه، کولیت اولسراتیو، آمبولی مغزی اخیر، صدمه عروقی مغز، سابقه انجام جراحی اعصاب در ۲ ماه اخیر، جراحی اخیر قفسه سینه، زخمهای اولسراتیو.
- نکته از فارماکولوژی کاتزونگ: داروهای ترومبولیتیک در بیماران مبتلا به نئوپلاسم یا بیمارانی که قرار است تحت عمل جراحی قرار بگیرند، به کار نمی‌روند، چراکه شانس خونریزی را بالا می‌برند.

## عوارض جانبی
کهیر، اکیموز، خونریزی از لثه، تب، آریتمی یا دیس ریتمی قلبی، آنافیلاکسی، برونکواسپاسم، فلبیت در محل تزریق.

## نکات
- واکنش‌های آلرژیک، اغلب در استفاده از استرپتوکیناز ایجاد می‌شوند.
- استرپتوکیناز یک داروی ترومبولیتیک است که باعث تولید آنتی‌بادی می‌شود؛ لذا در صورت استفاده مجدد از آن، ممکن است بی اثر باشد و حتی باعث واکنشهای آلرژیک شود. حتی در بیمارانی که عفونت استرپتوکوکی نیز داشته‌اند، ممکن است علیه دارو آنتی‌بادی ایجاد شود.